# 우본랏차타니

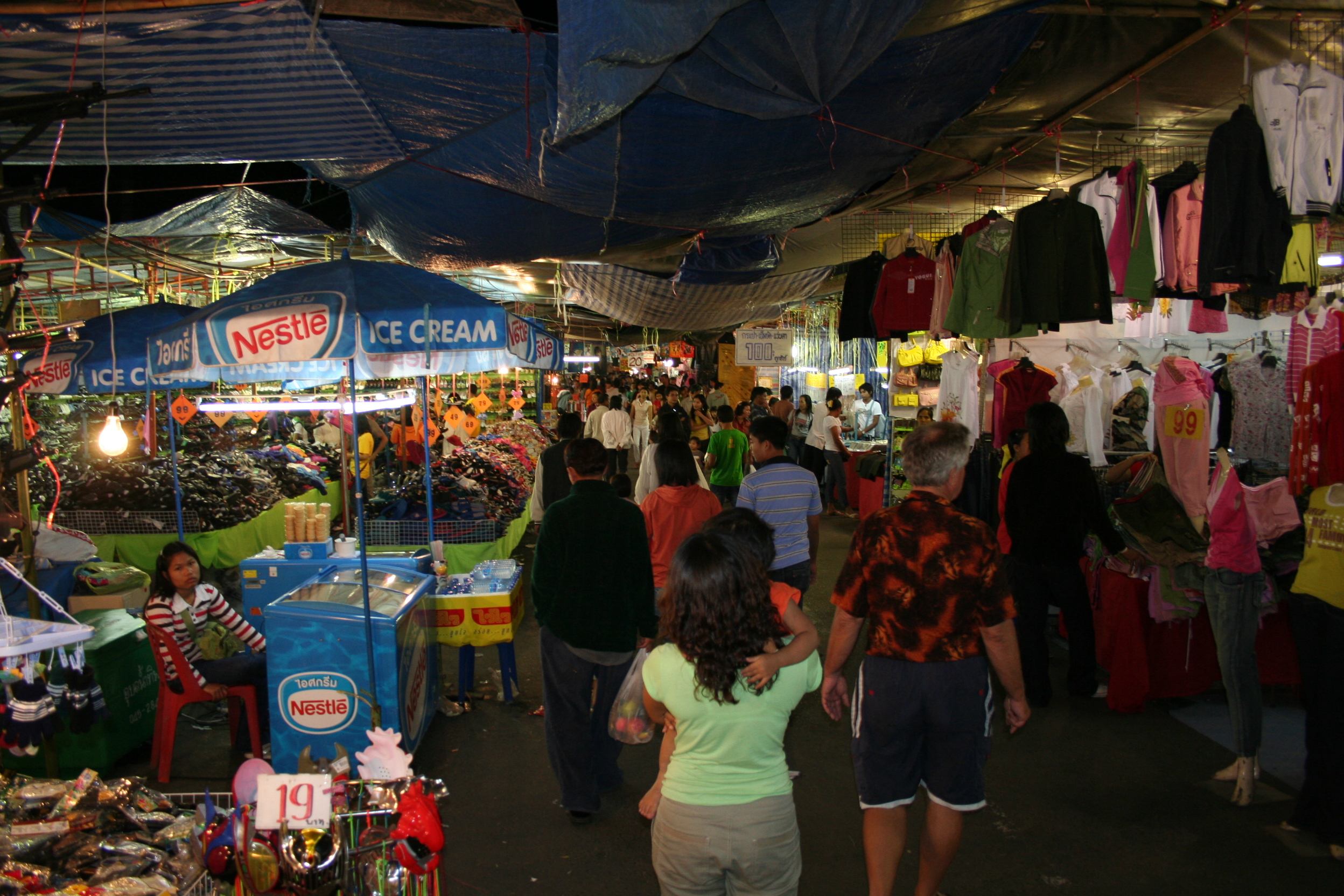
우본의 야시장

우본랏차타니(태국어: อุบลราชธานี)는 태국 이산 지방 남동부에 있는 도시이다. 줄여서 우본(อุบล ฯ)이라고도 한다. 이름은 '연꽃이 만개한 왕의 땅'을 의미한다. 우본은 우본랏차타니 주의 행정 중심이다. 우본의 2000년 인구는 106,552명이다.

## 역사
도시는 18세기 후반의 딱신 왕의 치세 때 비엔티안의 시리분산 왕으로부터 도망 온 타오캄퐁(เท้าคำผง)에 의해 세워졌다. 이후 타오캄퐁은 '프라빠툼웡사'로 임명되었고 우본랏차타니 최초의 지배자가 되었다. 1792년에 우본랏차타니는 주가 되었고 또한 몬톤 이산의 행정 중심 역할을 했다. 1972년까지 우본랏차타니 주는 태국에서 가장 큰 주였다. 1972년에 야소톤 주, 1993년에 암낫차른 주가 분리되어 현재는 5번째로 큰 주이다.
우본랏차타니는 문강의 북쪽 기슭에 놓여있다. 강의 남쪽 기슭은 사실상 도시로 편입된 와린참랍(줄여서 와린)의 교외가 차지하고 있다.
우본은 2차 대전 때 일본군이 노동력 징발을 위해 방콕에서부터 와린까지 철도를 부설하면서 크게 성장하였다. 베트남 전쟁 때 미군은 도시에 우본 왕립 태국 공군기지를 건설했다. 현재는 군민양용의 공항이 되어있다.
라오족의 영향은 도시의 종교 건축물을 통해 나타난다.

## 교통

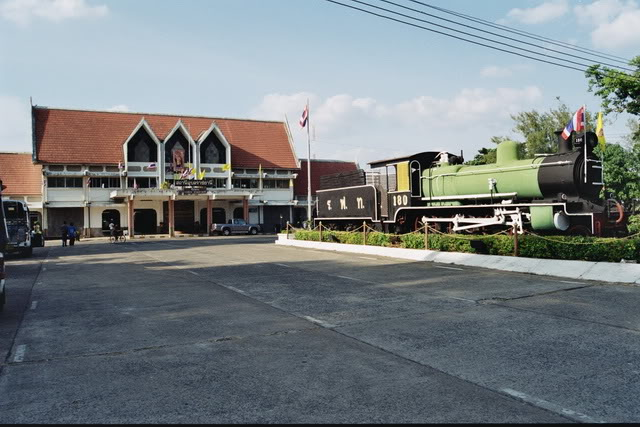
우본 기차역

### 공항
- 우본랏차타니 공항

### 철도
방콕의 중앙역인 후아람퐁 역에서 출발하는 북동부 철도의 종점이다.

## 교육

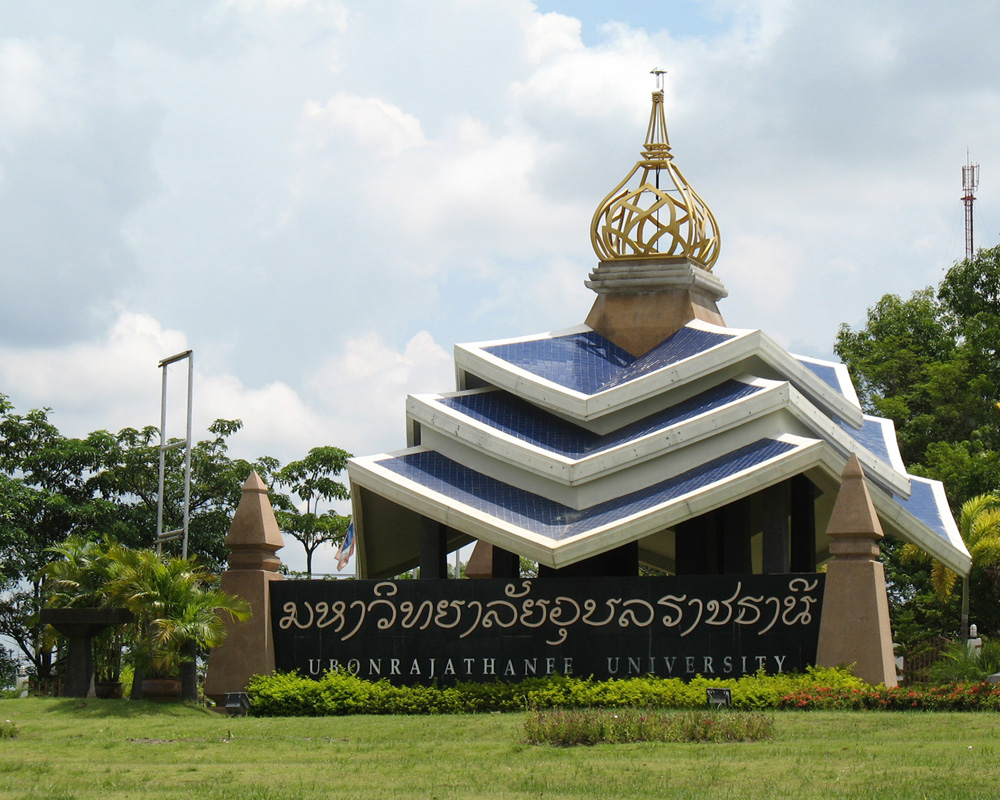
우본랏차타니 대학교

- 우본랏차타니 대학교

## 기후
| 우본랏차타니의 기후                                                           | 우본랏차타니의 기후 | 우본랏차타니의 기후 | 우본랏차타니의 기후 | 우본랏차타니의 기후 | 우본랏차타니의 기후 | 우본랏차타니의 기후 | 우본랏차타니의 기후 | 우본랏차타니의 기후 | 우본랏차타니의 기후 | 우본랏차타니의 기후 | 우본랏차타니의 기후 | 우본랏차타니의 기후 | 우본랏차타니의 기후 |
| 월                                                                            | 1월                 | 2월                 | 3월                 | 4월                 | 5월                 | 6월                 | 7월                 | 8월                 | 9월                 | 10월                | 11월                | 12월                | 연간                |
| ----------------------------------------------------------------------------- | ------------------- | ------------------- | ------------------- | ------------------- | ------------------- | ------------------- | ------------------- | ------------------- | ------------------- | ------------------- | ------------------- | ------------------- | ------------------- |
| 역대 최고 기온 °C (°F)                                                        | 37.2 (99.0)         | 39.2 (102.6)        | 40.6 (105.1)        | 43.1 (109.6)        | 42.3 (108.1)        | 38.3 (100.9)        | 38.5 (101.3)        | 35.8 (96.4)         | 37.1 (98.8)         | 35.2 (95.4)         | 36.5 (97.7)         | 35.9 (96.6)         | 43.1 (109.6)        |
| 일평균 최고 기온 °C (°F)                                                      | 32.1 (89.8)         | 34.1 (93.4)         | 35.9 (96.6)         | 36.6 (97.9)         | 35.1 (95.2)         | 33.8 (92.8)         | 32.7 (90.9)         | 32.2 (90.0)         | 32.1 (89.8)         | 32.3 (90.1)         | 32.2 (90.0)         | 31.2 (88.2)         | 33.4 (92.1)         |
| 일일 평균 기온 °C (°F)                                                        | 24.6 (76.3)         | 26.5 (79.7)         | 29.0 (84.2)         | 30.1 (86.2)         | 29.3 (84.7)         | 28.7 (83.7)         | 28.1 (82.6)         | 27.8 (82.0)         | 27.6 (81.7)         | 27.1 (80.8)         | 26.0 (78.8)         | 24.3 (75.7)         | 27.4 (81.4)         |
| 일평균 최저 기온 °C (°F)                                                      | 18.1 (64.6)         | 20.1 (68.2)         | 23.0 (73.4)         | 24.6 (76.3)         | 24.9 (76.8)         | 24.9 (76.8)         | 24.6 (76.3)         | 24.4 (75.9)         | 24.1 (75.4)         | 22.8 (73.0)         | 20.9 (69.6)         | 18.7 (65.7)         | 22.6 (72.7)         |
| 역대 최저 기온 °C (°F)                                                        | 7.6 (45.7)          | 11.5 (52.7)         | 10.3 (50.5)         | 16.4 (61.5)         | 18.8 (65.8)         | 20.2 (68.4)         | 20.0 (68.0)         | 20.0 (68.0)         | 19.2 (66.6)         | 15.9 (60.6)         | 12.5 (54.5)         | 8.5 (47.3)          | 7.6 (45.7)          |
| 평균 강수량 mm (인치)                                                         | 3.2 (0.13)          | 11.3 (0.44)         | 28.6 (1.13)         | 82.6 (3.25)         | 222.9 (8.78)        | 236.9 (9.33)        | 293.8 (11.57)       | 291.4 (11.47)       | 314.4 (12.38)       | 112.1 (4.41)        | 21.8 (0.86)         | 5.0 (0.20)          | 1,624 (63.94)       |
| 평균 강수일수 (≥ 1.0 mm)                                                      | 0.3                 | 0.9                 | 2.6                 | 5.2                 | 12.2                | 14.0                | 16.4                | 17.8                | 16.3                | 7.7                 | 1.7                 | 0.3                 | 95.4                |
| 평균 상대 습도 (%)                                                            | 64.9                | 62.8                | 62.1                | 65.6                | 73.9                | 77.6                | 79.5                | 81.3                | 82.1                | 76.5                | 70.5                | 67.3                | 72.0                |
| 평균 월간 일조시간                                                            | 259.5               | 242.7               | 245.0               | 234.4               | 214.7               | 165.1               | 152.0               | 139.1               | 141.3               | 197.2               | 231.9               | 238.1               | 2,460.9             |
| 평균 일일 일조시간                                                            | 7.3                 | 7.5                 | 6.5                 | 6.2                 | 5.1                 | 3.9                 | 3.9                 | 3.8                 | 3.6                 | 4.7                 | 6.2                 | 7.2                 | 5.5                 |
| 출처 1: 세계기상기구 (평년값: 1991년~2020년), 태국 기상청 (극값: 1951년~현재) |                     |                     |                     |                     |                     |                     |                     |                     |                     |                     |                     |                     |                     |
| 출처 2: 태국 수자원수문학사무소 (일조시간: 1981년~2010년)                     |                     |                     |                     |                     |                     |                     |                     |                     |                     |                     |                     |                     |                     |

## 축제
우본은 해마다 7월에 개최되는 우본랏차타니 양초 축제로 유명하다.